# Albrecht Fischer (Politiker)

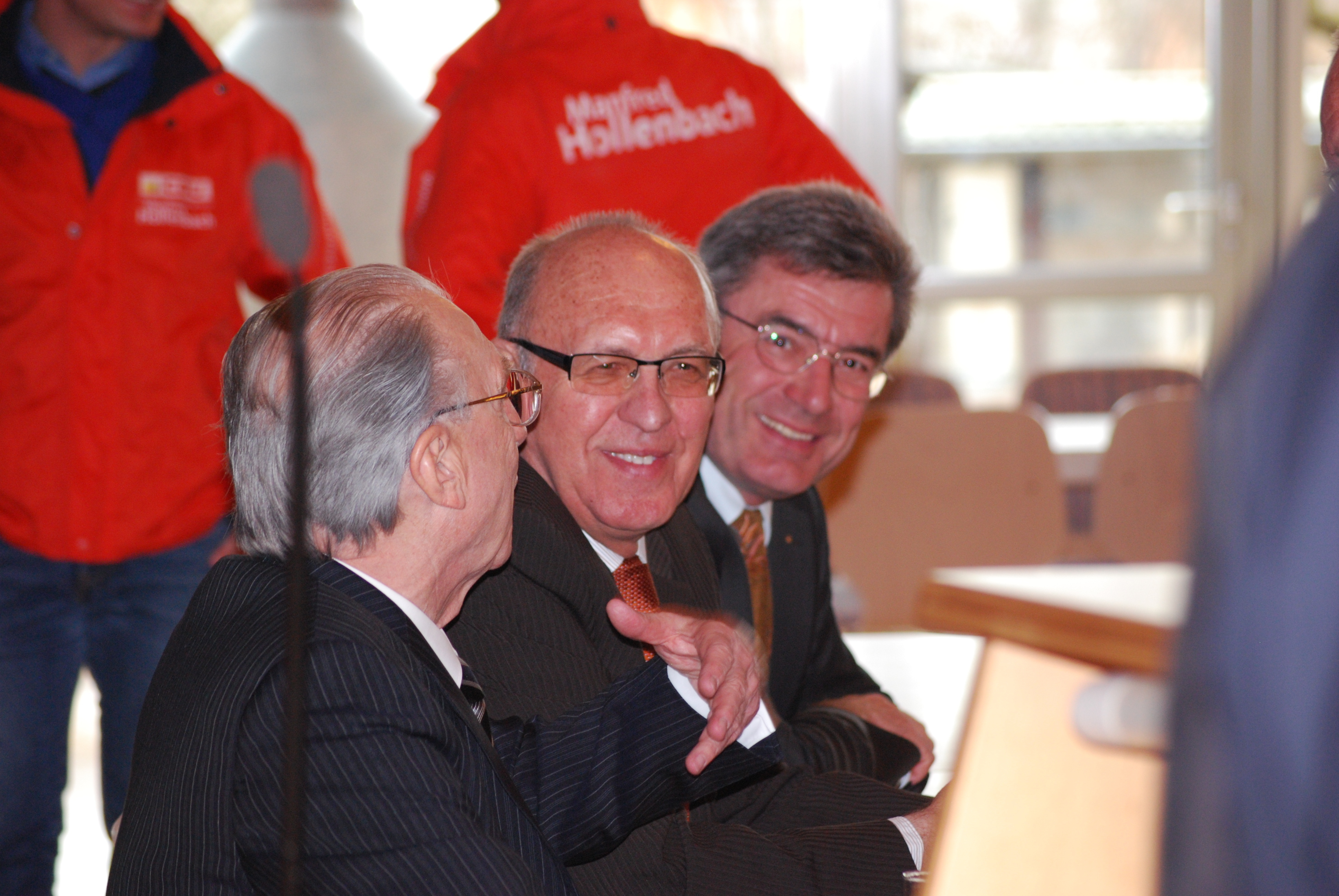
Die drei CDU-Politiker Lothar Späth, Manfred Hollenbach und Albrecht Fischer in Löchgau, 13. März 2011

Albrecht Fischer (* 8. Mai 1950 im Landkreis Ludwigsburg) ist ein deutscher Politiker (CDU).

## Leben und Beruf
Fischer lebt seit 1980 in Gündelbach, wo er mit seiner Familie das Weingut „Sonnenhof“ betreibt. Er ist Bezirksvorsitzender der Weingärtner.
Er ist verheiratet und hat drei Kinder.

## Politik
Seit 1980 gehört Fischer der CDU in Vaihingen an der Enz an. Er war langjähriges Mitglied im Gemeinderat von Vaihingen und gehört seit 1994 dem Kreistag Ludwigsburg an. Am 6. Februar 2010 übernahm Fischer für Günther Oettinger im Landtag von Baden-Württemberg das Direktmandat im Wahlkreis Vaihingen. Im Juli 2010 bewarb Fischer sich bei der CDU-Nominierungsversammlung als Direktkandidat für die Landtagswahl 2011, sein Gegenkandidat war Konrad Epple. Im ersten Wahlgang lag Fischer mit 172 Stimmen vor Epple mit 171 Stimmen und verfehlte die notwendige absolute Mehrheit somit knapp. Im zweiten Wahlgang siegte Epple (171 Stimmen) dann gegen Fischer (168 Stimmen). Somit schied Fischer nach der Landtagswahl (bei der Epple das Direktmandat für die CDU gewann) aus dem Landtag aus.